# Katie Boyle
Caterina Irene Elena Maria Imperiali dei Principi di Francavilla, conosciuta come Katie Boyle (Firenze, 29 maggio 1926 – 20 marzo 2018), è stata una conduttrice televisiva e attrice britannica di origine italiana, nota principalmente per aver presentato l'Eurovision Song Contest ben quattro volte (1960, 1963, 1968 e 1974), il maggior numero di conduzioni da parte della stessa persona.

## Biografia
Nata a Firenze dal marchese Demetrio Imperiali di Francavilla (appartenente al ramo cadetto della famiglia Imperiale) e dalla moglie britannica Dorothy Kate Ramsden, visse a lungo in Italia. Soggiornò spesso nella villa di famiglia sulla collina di Torino Villa Imperiali Becker di cui dà una viva descrizione nella sua biografia.
All'età di 20 anni, nel 1946, si trasferì a vivere nel Regno Unito. Sposò in prime nozze Richard Bentick Boyle, nono conte di Shannon, e pertanto prese a farsi chiamare Katie Boyle, che divenne anche il suo nome artistico, mantenuto anche dopo l'annullamento del matrimonio. Successivamente si unì poi in matrimonio altre due volte, con uomini che l'avrebbero quindi lasciata vedova.
Oltre la Manica iniziò la sua carriera di attrice, recitando in diversi film (accreditata talora come Catherine Boyle o Catherine Boyl) tra i quali Old Mother Riley, Headmistress (1950) e Il carnet del maggiore Thompson (1955).

### Carriera televisiva
Negli anni cinquanta si fece strada nella BBC diventando una personalità rilevante nel panorama televisivo britannico, apparendo in programmi come What's My Line? e Juke Box Jury.
Nel 1960 presentò l'Eurovision Song Contest, tenutosi alla Royal Festival Hall di Londra. Avrebbe ripetuto l'esperienza in altre tre occasioni: nel 1963 al BBC Television Centre di Londra, nel 1968 alla Royal Albert Hall sempre a Londra e nel 1974 al Brighton Dome di Brighton. Tuttora è il conduttore con più conduzioni dell’Eurovision all’attivo, ben 4. Nel 1961 aveva inoltre presentato la selezione nazionale per il Regno Unito. 
Nel 1965 condusse la prima edizione della Mostra internazionale di musica leggera di Venezia.

### Ultimi anni
Dedicatasi per oltre 25 anni all'attivismo per i diritti degli animali, morì all'età di 92 anni nella sua casa il 20 marzo 2018.

## Curiosità
- Le venne attribuita una relazione con Filippo di Edimburgo, da lei sempre smentita con sdegno.[2]